# Coppa Italia 2006-2007 (pallavolo femminile)
La Coppa Italia di pallavolo femminile 2006-2007 è stata la 29ª edizione della coppa nazionale d'Italia e si è svolta dal 1º ottobre 2006 al 1º aprile 2007. Alla competizione hanno partecipato 12 squadre e la vittoria finale è andata per la quinta volta alla Pallavolo Sirio Perugia.

## Squadre partecipanti
| - Altamura - Bergamo - Chieri - Forlì - Giannino Pieralisi - Asystel | - Club Padova - Sirio Perugia - Robursport Pesaro - River - Santeramo - Vicenza |

## Torneo

### Tabellone
|  | Quarti di finale   | Quarti di finale   | Quarti di finale |               |                   | Semifinali        | Semifinali | Semifinali |  |  | Finale | Finale | Finale |  |
|  |                    |                    |                  |               |                   |                   |            |            |  |  |        |        |        |  |
|  | Vicenza            | Vicenza            | 1 - 0            |               |                   |                   |            |            |  |  |        |        |        |  |
|  | Vicenza            | Vicenza            | 1 - 0            |               |                   |                   |            |            |  |  |        |        |        |  |
|  | Robursport Pesaro  | Robursport Pesaro  | 3 - 3            |               |                   |                   |            |            |  |  |        |        |        |  |
|  | Robursport Pesaro  | Robursport Pesaro  | 3 - 3            |               | Robursport Pesaro | Robursport Pesaro | 3          |            |  |  |        |        |        |  |
|  |                    |                    |                  |               | Robursport Pesaro | Robursport Pesaro | 3          |            |  |  |        |        |        |  |
|  |                    |                    | Bergamo          | Bergamo       | 2                 |                   |            |            |  |  |        |        |        |  |
|  | Santeramo          | Santeramo          | Bergamo          | Bergamo       | 2                 | 0 - 0             |            |            |  |  |        |        |        |  |
|  | Santeramo          | Santeramo          |                  |               |                   |                   |            |            |  |  |        |        |        |  |
|  | Bergamo            | Bergamo            | 3 - 3            |               |                   |                   |            |            |  |  |        |        |        |  |
|  | Bergamo            | Bergamo            | 3 - 3            |               | Robursport Pesaro | Robursport Pesaro | 1          |            |  |  |        |        |        |  |
|  |                    |                    |                  |               |                   |                   |            |            |  |  |        |        |        |  |
|  |                    |                    | Sirio Perugia    | Sirio Perugia | 3                 |                   |            |            |  |  |        |        |        |  |
|  | Club Padova        | Club Padova        | Sirio Perugia    | Sirio Perugia | 3                 | 0 - 3             |            |            |  |  |        |        |        |  |
|  | Club Padova        | Club Padova        |                  |               |                   |                   |            |            |  |  |        |        |        |  |
|  | Asystel            | Asystel            | 3 - 2            |               |                   |                   |            |            |  |  |        |        |        |  |
|  | Asystel            | Asystel            | 3 - 2            |               | Asystel           | Asystel           | 2          |            |  |  |        |        |        |  |
|  |                    |                    |                  |               | Asystel           | Asystel           | 2          |            |  |  |        |        |        |  |
|  |                    |                    | Sirio Perugia    | Sirio Perugia | 3                 |                   |            |            |  |  |        |        |        |  |
|  | Sirio Perugia      | Sirio Perugia      | Sirio Perugia    | Sirio Perugia | 3                 | 3 - 3             |            |            |  |  |        |        |        |  |
|  | Sirio Perugia      | Sirio Perugia      |                  |               |                   |                   |            |            |  |  |        |        |        |  |
|  | Giannino Pieralisi | Giannino Pieralisi | 0 - 0            |               |                   |                   |            |            |  |  |        |        |        |  |

### Risultati

#### Girone A

##### Risultati
| 1º ottobre 2006 - ore 18:00 PalaNorda, Bergamo      | Bergamo | 3 - 0 | Chieri  | 25-17, 25-21, 25-15              |
| 1º ottobre 2006 - ore 18:00 PalaDalLago, Novara     | Asystel | 3 - 1 | River   | 25-13, 24-26, 25-23, 25-22       |
| 7 ottobre 2006 - ore 20:30 PalaFranzanti, Piacenza  | River   | 1 - 3 | Bergamo | 25-23, 22-25, 21-25, 18-25       |
| 8 ottobre 2006 - ore 18:00 PalaFamila, Chieri       | Chieri  | 1 - 3 | Asystel | 18-25, 24-26, 25-22, 20-25       |
| 15 ottobre 2006 - ore 18:00 PalaDalLago, Novara     | Asystel | 2 - 3 | Bergamo | 25-21, 21-25, 26-24, 18-25, 7-15 |
| 15 ottobre 2006 - ore 18:00 PalaFamila, Chieri      | Chieri  | 0 - 3 | River   | 8-25, 19-25, 18-25               |
| 21 ottobre 2006 - ore 20:30 PalaNorda, Bergamo      | Bergamo | 3 - 1 | Asystel | 25-16, 25-19, 21-25, 25-20       |
| 22 ottobre 2006 - ore 18:00 PalaFranzanti, Piacenza | River   | 3 - 1 | Chieri  | 25-16, 23-25, 25-20, 25-20       |
| 29 ottobre 2006 - ore 17:30 PalaFamila, Chieri      | Chieri  | 1 - 3 | Bergamo | 23-25, 25-22, 24-26, 16-25       |
| 29 ottobre 2006 - ore 17:30 PalaFranzanti, Piacenza | River   | 0 - 3 | Asystel | 20-25, 17-25, 19-25              |
| 5 novembre 2006 - ore 17:30 PalaDalLago, Novara     | Asystel | 3 - 0 | Chieri  | 25-17, 25-18, 25-16              |
| 5 novembre 2006 - ore 17:30 PalaNorda, Bergamo      | Bergamo | 3 - 1 | River   | 25-19, 19-25, 25-22, 25-15       |

##### Classifica
| Pos. | Squadra | Pt | G | V | P | SV | SP | Ratio | PF  | PS  | Ratio |
| ---- | ------- | -- | - | - | - | -- | -- | ----- | --- | --- | ----- |
| 1.   | Bergamo | 17 | 6 | 6 | 0 | 18 | 6  | 3.000 | 571 | 487 | 1.172 |
| 2.   | Asystel | 13 | 6 | 4 | 2 | 15 | 8  | 1.875 | 524 | 484 | 1.082 |
| 3.   | River   | 6  | 6 | 2 | 4 | 9  | 13 | 0.692 | 482 | 492 | 0.979 |
| 4.   | Chieri  | 0  | 6 | 0 | 6 | 3  | 18 | 0.166 | 405 | 519 | 0.780 |

#### Girone B

##### Risultati
| 1º ottobre 2006 - ore 18:00 PalaArcella, Padova                 | Club Padova       | 3 - 1 | Vicenza           | 22-25, 25-15, 25-18, 25-16        |
| 1º ottobre 2006 - ore 17:30 PalaMadonnina, Cesenatico           | Forlì             | 2 - 3 | Robursport Pesaro | 15-25, 27-25, 26-24, 19-25, 10-15 |
| 8 ottobre 2006 - ore 18:00 PalaDionigi, Sant'Angelo in Lizzola  | Robursport Pesaro | 0 - 3 | Club Padova       | 23-25, 19-25, 16-25               |
| 8 ottobre 2006 - ore 18:00 PalaPalladio, Vicenza                | Vicenza           | 3 - 1 | Forlì             | 23-25, 25-16, 25-14, 25-21        |
| 15 ottobre 2006 - ore 18:00 PalaPalladio, Vicenza               | Vicenza           | 3 - 2 | Robursport Pesaro | 25-21, 22-25, 25-23, 17-25, 15-12 |
| 15 ottobre 2006 - ore 18:00 PalaArcella, Padova                 | Club Padova       | 3 - 1 | Forlì             | 25-16, 22-25, 25-22, 26-24        |
| 22 ottobre 2006 - ore 18:00 PalaArcella, Padova                 | Club Padova       | 3 - 0 | Robursport Pesaro | 25-23, 29-27, 29-27               |
| 22 ottobre 2006 - ore 18:00 PalaGalassi, Forlì                  | Forlì             | 1 - 3 | Vicenza           | 25-27, 22-25, 25-23, 21-25        |
| 29 ottobre 2006 - ore 17:30 PalaPalladio, Vicenza               | Vicenza           | 3 - 2 | Club Padova       | 25-18, 22-25, 21-25, 25-23, 18-16 |
| 29 ottobre 2006 - ore 17:30 PalaDionigi, Sant'Angelo in Lizzola | Robursport Pesaro | 1 - 3 | Forlì             | 25-12, 19-25, 21-25, 23-25        |
| 5 novembre 2006 - ore 17:30 PalaDionigi, Sant'Angelo in Lizzola | Robursport Pesaro | 3- 0  | Vicenza           | 25-13, 25-22, 25-21               |
| 5 novembre 2006 - ore 17:30 PalaGalassi, Forlì                  | Forlì             | 3 - 0 | Club Padova       | 25-16, 25-21, 25-20               |

##### Classifica
| Pos. | Squadra           | Pt | G | V | P | SV | SP | Ratio | PF  | PS  | Ratio |
| ---- | ----------------- | -- | - | - | - | -- | -- | ----- | --- | --- | ----- |
| 1.   | Club Padova       | 13 | 6 | 4 | 2 | 14 | 8  | 1.750 | 517 | 482 | 1.072 |
| 2.   | Vicenza           | 10 | 6 | 4 | 2 | 13 | 12 | 1.083 | 543 | 554 | 0.980 |
| 3.   | Forlì             | 7  | 6 | 2 | 4 | 11 | 13 | 0.846 | 515 | 555 | 0.927 |
| 4.   | Robursport Pesaro | 6  | 6 | 2 | 4 | 9  | 14 | 0.642 | 518 | 502 | 1.031 |

#### Girone C

##### Risultati
| 1º ottobre 2006 - ore 18:00 PalaCooper, Santeramo in Colle | Santeramo          | 3 - 1 | Sirio Perugia      | 27-25, 22-25, 27-25, 25-21       |
| 1º ottobre 2006 - ore 18:00 PalaTriccoli, Jesi             | Giannino Pieralisi | 3 - 1 | Altamura           | 25-20, 25-13, 17-25, 25-20       |
| 8 ottobre 2006 - ore 18:00 PalaEvangelisti, Perugia        | Sirio Perugia      | 3 - 0 | Giannino Pieralisi | 25-13, 25-20, 25-19              |
| 8 ottobre 2006 - ore 18:00 PalaBaldassarre, Altamura       | Altamura           | 0 - 3 | Santeramo          | 13-25, 23-25, 19-25              |
| 15 ottobre 2006 - ore 18:00 PalaCooper, Santeramo in Colle | Santeramo          | 1 - 3 | Giannino Pieralisi | 25-21, 23-25, 24-26, 23-25       |
| 15 ottobre 2006 - ore 18:00 PalaBaldassarre, Altamura      | Altamura           | 0 - 3 | Sirio Perugia      | 18-25, 15-25, 23-25              |
| 22 ottobre 2006 - ore 18:00 PalaTriccoli, Jesi             | Giannino Pieralisi | 0 - 3 | Santeramo          | 27-29, 24-26, 21-25              |
| 22 ottobre 2006 - ore 18:00 PalaEvangelisti, Perugia       | Sirio Perugia      | 3 - 0 | Altamura           | 25-22, 25-14, 25-10              |
| 29 ottobre 2006 - ore 17:30 PalaTriccoli, Jesi             | Giannino Pieralisi | 0 - 3 | Sirio Perugia      | 16-25, 23-25, 25-27              |
| 29 ottobre 2006 - ore 17:30 PalaCooper, Santeramo in Colle | Santeramo          | 3 - 0 | Altamura           | 25-16, 25-17, 25-13              |
| 5 novembre 2006 - ore 17:30 PalaEvangelisti, Perugia       | Sirio Perugia      | 2 - 3 | Santeramo          | 29-27, 22-25, 25-23, 22-25, 8-15 |
| 5 novembre 2006 - ore 17:30 PalaBaldassarre, Altamura      | Altamura           | 3 - 1 | Giannino Pieralisi | 25-13, 25-13, 18-25, 25-22       |

##### Classifica
| Pos. | Squadra            | Pt | G | V | P | SV | SP | Ratio | PF  | PS  | Ratio |
| ---- | ------------------ | -- | - | - | - | -- | -- | ----- | --- | --- | ----- |
| 1.   | Santeramo          | 14 | 6 | 5 | 1 | 16 | 6  | 2.666 | 541 | 472 | 1.146 |
| 2.   | Sirio Perugia      | 13 | 6 | 4 | 2 | 15 | 6  | 2.500 | 504 | 434 | 1.161 |
| 3.   | Giannino Pieralisi | 6  | 6 | 2 | 4 | 7  | 14 | 0.500 | 450 | 498 | 0.903 |
| 4.   | Altamura           | 3  | 6 | 1 | 4 | 4  | 16 | 0.250 | 374 | 465 | 0.804 |

#### Seconda fase

##### Andata
| 12 novembre 2006 - ore 17:30 PalaEvangelisti, Perugia | Sirio Perugia | 3 - 0 | Bergamo   | 25-22, 25-23, 26-24               |
| 12 novembre 2006 - ore 17:30 PalaArcella, Padova      | Club Padova   | 2 - 3 | Santeramo | 21-25, 25-18, 25-17, 17-25, 15-17 |

##### Ritorno
| 16 novembre 2006 - ore 17:30 PalaNorda, Bergamo             | Bergamo   | 3 - 1 | Sirio Perugia | 25-19, 23-25, 25-15, 25-16        |
| 16 novembre 2006 - ore 17:30 PalaCooper, Santeramo in Colle | Santeramo | 2 - 3 | Club Padova   | 25-19, 21-25, 13-25, 25-22, 16-18 |

#### Quarti di finale

##### Andata
| 21 febbraio 2007 - ore 20:30 PalaArcella, Padova                 | Club Padova   | 0 - 3 | Asystel            | 22-25, 20-25, 22-25        |
| 21 febbraio 2007 - ore 20:30 PalaEvangelisti, Perugia            | Sirio Perugia | 3- 0  | Giannino Pieralisi | 25-22, 25-20, 25-19        |
| 21 febbraio 2007 - ore 20:30 Palasport Città di Vicenza, Vicenza | Vicenza       | 1 - 3 | Robursport Pesaro  | 22-25, 25-21, 23-25, 27-29 |
| 21 febbraio 2007 - ore 20:30 PalaCooper, Santeramo in Colle      | Santeramo     | 0 - 3 | Bergamo            | 20-25, 19-25, 20-25        |

##### Ritorno
| 7 marzo 2007 - ore 20:30 PalaDalLago, Novara                 | Asystel            | 2 - 3 | Club Padova   | 25-21, 23-25, 25-20, 24-26, 10-15 |
| 7 marzo 2007 - ore 20:30 PalaDionigi, Sant'Angelo in Lizzola | Robursport Pesaro  | 3 - 0 | Vicenza       | 25-21, 25-22, 25-18               |
| 13 marzo 2007 - ore 20:30 PalaTriccoli, Jesi                 | Giannino Pieralisi | 0 - 3 | Sirio Perugia | 17-25, 23-25, 23-25               |
| 13 marzo 2007 - ore 20:30 PalaNorda, Bergamo                 | Bergamo            | 3 - 0 | Santeramo     | 25-19, 25-20, 25-17               |

#### Semifinali
| 31 marzo 2007 - ore 15:00 PalaConsiang, Prato | Robursport Pesaro | 3 - 2 | Bergamo       | 25-14, 25-22, 19-25, 20-25, 15-10 |
| 31 marzo 2007 - ore 18:00 PalaConsiang, Prato | Asystel           | 2 - 3 | Sirio Perugia | 25-23, 25-16, 19-25, 20-25, 7-15  |

#### Finale
| 1º aprile 2007 - ore 18:30 PalaConsiang, Prato | Robursport Pesaro | 1 - 3 | Sirio Perugia | 25-20, 22-25, 17-25, 20-25 |